# Atletiek op de Olympische Zomerspelen 2008 - Kogelslingeren mannen
Het kogelslingeren voor mannen op de Olympische Spelen van 2008 in Peking vond plaats op 15 augustus (kwalificatieronde) en 17 augustus (finale) in het Nationale Stadion van Peking.
Vier maanden na afloop van de Spelen werden de zilveren- en bronzenmedaillewinnaar uit de uitslag genomen na een positieve dopingcontrole en moesten hun medailles teruggeven. Zowel Dzevjatowski en Tsichan gingen in beroep bij het Hof van Arbitrage voor Sport welke hen op basis van procedurefouten door het Chinese laboratorium in het gelijk stelde. Zij krijgen hun medaille terug. In de tussenliggende periode waren de Hongaar Krisztián Pars en Japanner Koji Murofushi de houders van het zilver en brons.

## Kwalificatie
Elk Nationaal Olympisch Comité mag drie atleten afvaardigen die in de kwalificatieperiode (1 januari 2007 tot 23 juli 2008) aan de A-limiet voldeden (78,50 m). Een NOC mag één atleet afvaardigen, die in dezelfde kwalificatieperiode aan de B-limiet voldeed (74,00 m).

## Medailles
| Goud   | Primož Kozmus       | SLO |
| Zilver | Vadzim Dzevjatowski | BLR |
| Brons  | Ivan Tsichan        | BLR |

## Records
Voor dit onderdeel waren het wereldrecord en olympisch record als volgt.
| Wereldrecord     | 86,74 m | Joeri Sedych    | URS | Stuttgart | 30 augustus 1986  |
| Olympisch record | 84,80 m | Sergej Litvinov | URS | Seoel     | 26 september 1988 |

## Uitslagen
De volgende afkortingen worden gebruikt:
- Q Rechtstreeks gekwalificeerd voor de finale door een slinger van minstens 78,00 m
- q Gekwalificeerd voor de finale door bij de beste 12 te eindigen
- x Ongeldige worp
- NM Geen geldig resultaat
- SB Beste seizoensprestatie

### Kwalificatieronde
Groep A: 15 augustus 2008 10:40

Groep B: 15 augustus 2008 12:10

| Groep | Atleet                   | Nat. | 1     | 2     | 3     | Resultaat | Opm.  |
| ----- | ------------------------ | ---- | ----- | ----- | ----- | --------- | ----- |
| A     | Krisztián Pars           | HUN  | x     | 80,07 |       | 80,07     | Q     |
| B     | Szymon Ziółkowski        | POL  | 79,55 |       |       | 79,55     | Q, SB |
| B     | Primož Kozmus            | SLO  | 79,44 |       |       | 79,44     | Q     |
| B     | Ivan Tsichan             | BLR  | 79,26 |       |       | 79,26     | Q     |
| A     | Koji Murofushi           | JPN  | 78,16 |       |       | 78,16     | Q     |
| A     | Markus Esser             | GER  | x     | 77,00 | 77,60 | 77,60     | q     |
| A     | András Haklits           | CRO  | 74,27 | 77,12 | 76,23 | 77,12     | q     |
| B     | Olli-Pekka Karjalainen   | FIN  | 75,49 | x     | 77,07 | 77,07     | q     |
| B     | Vadzim Dzevjatowski      | BLR  | 73,39 | 76,56 | 76,95 | 76,95     | q     |
| B     | Libor Charfreitag        | SVK  | 76,03 | x     | 76,61 | 76,61     | q     |
| B     | James Steacy             | CAN  | 76,32 | x     | 75,01 | 76,32     | q     |
| A     | Dilsjod Nazarov          | TJK  | 74,67 | 75,34 | 72,47 | 75,34     | q     |
| B     | Nicola Vizzoni           | ITA  | 72,82 | x     | 75,01 | 75,01     |       |
| A     | Yevhen Vynohradov        | UKR  | 73,41 | 74,49 | x     | 74,49     |       |
| B     | Artem Rubanko            | UKR  | 74,47 | 73,89 | x     | 74,47     |       |
| B     | Esref Apak               | TUR  | x     | 74,45 | x     | 74,45     |       |
| A     | Valerij Svjatocha        | BLR  | 74,41 | x     | x     | 74,41     |       |
| A     | Alexandros Papadimitriou | GRE  | x     | 74,33 | 73,83 | 74,33     |       |
| A     | Igors Sokolovs           | LAT  | 73,72 | 71,50 | x     | 73,72     |       |
| B     | Ali Mohamed Al-Zinkawi   | KUW  | x     | 73,62 | x     | 73,62     |       |
| A     | Kirill Ikonnikov         | RUS  | x     | 72,04 | 72,33 | 72,33     |       |
| B     | Igor Vinichenko          | RUS  | x     | 72,05 | x     | 72,05     |       |
| A     | Miloslav Konopka         | SVK  | 71,76 | 71,96 | x     | 71,96     |       |
| A     | Ihor Tuhay               | UKR  | 71,89 | x     | 70,56 | 71,89     |       |
| A     | Bergur Ingi Pétursson    | ISL  | 69,73 | x     | 71,63 | 71,63     |       |
| B     | Roman Rozna              | MDA  | 71,33 | 69,99 | 70,23 | 71,33     |       |
| B     | A.G. Kruger III          | USA  | 70,58 | 71,21 | x     | 71,21     |       |
| B     | Dorian Collaku           | ALB  | 69,14 | 69,84 | 70,98 | 70,98     |       |
| A     | Lukas Melich             | CZE  | 69,31 | 70,56 | 69,03 | 70,56     |       |
| B     | Juan Ignacio Cerra       | ARG  | x     | 70,16 | x     | 70,16     |       |
| B     | Amanmurad Hommadov       | TKM  | x     | x     | x     | NM        |       |
| A     | Mohsen El Anany          | EGY  | x     | x     | x     | NM        |       |
| A     | Marco Lingua             | ITA  | x     | x     | x     | NM        |       |

### Finale
17 augustus 2008 19:10
| Rang | Atleet                 | Nat. | 1     | 2     | 3     | 4     | 5     | 6     | Resultaat | Extra |
| ---- | ---------------------- | ---- | ----- | ----- | ----- | ----- | ----- | ----- | --------- | ----- |
| 1    | Primož Kozmus          | SLO  | 80,75 | 82,02 | 80,79 | 80,64 | 80,98 | 80,85 | 82,02     | SB    |
| 2    | Vadzim Dzevjatowski    | BLR  | 79,00 | 81,61 | x     | x     | 80,86 | x     | 81,61     |       |
| 3    | Ivan Tsichan           | BLR  | 78,49 | 80,56 | 79,59 | 78,89 | 81,51 | 80,87 | 81,51     |       |
| 4    | Krisztián Pars         | HUN  | 78,05 | 80,96 | x     | 80,16 | 80,11 | 79,83 | 80,96     |       |
| 5    | Koji Murofushi         | JPN  | 79,47 | 80,71 | 79,94 | 77,96 | 78,22 | 77,26 | 80,71     |       |
| 6    | Olli-Pekka Karjalainen | FIN  | 77,92 | 79,59 | 78,99 | x     | 78,88 | x     | 79,59     | SB    |
| 7    | Szymon Ziółkowski      | POL  | 75,92 | 79,22 | 79,07 | 79,04 | 76,16 | x     | 79,22     |       |
| 8    | Libor Charfreitag      | SVK  | x     | 77,62 | 76,83 | 77,26 | 78,65 | x     | 78,65     |       |
| 9    | Markus Esser           | GER  | 74,56 | x     | 77,10 |       |       |       | 77,10     |       |
| 10   | András Haklits         | CRO  | x     | 75,78 | 76,58 |       |       |       | 76,58     |       |
| 11   | Dilsjod Nazarov        | TJK  | 72,97 | 76,54 | x     |       |       |       | 76,54     |       |
| 12   | James Steacy           | CAN  | 75,72 | 75,54 | 74,06 |       |       |       | 75,72     |       |